# Naftifin
Naftifin je léčivo ze skupiny allylaminových antimykotik. Působí na plísně, kvasinky a některé grampozitivní i gramnegativní aerobní bakterie.

## Vlastnosti
Pro allyaminová antimykotika je společná struktura allylaminu, která je kromě naftifinu opakuje i v terbinafinu.

## Použití
Naftifin má široké použití při mykotických postiženích kůže, smíšených mykotických a bakteriálních infekcí kůže a mykotických postižení nehtů (onychomykóza).
Je dostupný ve formě 1% krému a 1% roztoku.

## Mechanismus účinku
Mechanismus účinku spočívá v inhibici skvalenepoxidázy, což má za následek zvýšenou produkci skvalenu. Skvalen se nahromadí v buněčné stěně patogenního organismu a ten odumírá.